# Liste der Baudenkmale in Zirkow
In der Liste der Baudenkmale in Zirkow sind alle Baudenkmale der Gemeinde Zirkow (Landkreis Vorpommern-Rügen) und ihren Ortsteile aufgelistet. Grundlage ist die Veröffentlichung der Denkmalliste des Landkreises Vorpommern-Rügen, Auszug aus der Kreisdenkmalliste vom August 2015.

## Zirkow
| ID    | Lage                       | Bezeichnung                   | Beschreibung | Bild           |
| ----- | -------------------------- | ----------------------------- | --- | -------------- |
| 00829 | Binzer Straße 40a          | Bauernhaus (Bauernhof)        | |                |
| 00829 | Binzer Straße 40a          | Bauernhof (Museumshof)        | |                |
| 00829 | Binzer Straße 40a (Karte)  | Hallenscheune (Holst, Museum) | |                |
| 00830 | Darzer Weg 70 (Karte)      | MTS - Verwaltungsgebäude      | |                |
| 00832 | Darzer Weg 71 (Karte)      | Landwarenhaus an der B 196    | |                |
| 00833 | Putbuser Straße 11 (Karte) | Bauernhaus                    | |                |
| 00834 | Putbuser Straße 24 (Karte) | Wohnhaus (Pfarrwitwenhaus)    | |                |
| 00835 | Putbuser Straße 26 (Karte) | Wohnhaus                      | |                |
| 00831 | Putbuser Straße 27 (Karte) | Kirche                        | Gotische Kirche von 1417 aus Backstein auf Feldsteinsockel; dreijochiges kreuzrippengewölbtes Langhaus; eingezogener, zweijochiger, kreuzrippengewölbter Chor; 4-gesch., schmaler Westturm mit schlanken, achteckigen Turmhelm; Innen: 1949 freigelegte gotische Gewölbemalereien, Kanzelaltar und Taufengel vom 18. Jh., Beichtstühle von um 1750, Mehmel - Orgel von um 1859 oder 1888. | Weitere Bilder |
| 00390 | Schmacht 1 (Karte)         | Wohnhaus                      | |                |
| 00022 | Serams 18                  | Allee zum Gehöft (Bauernhof)  | |                |
| 00022 | Serams 18                  | Einzelgehöft Bauernhof        | Sanierter, 1-gesch., 7-achs. Backsteinbau von nach 1900. |                |
| 00022 | Serams 18                  | Stall (Bauernhof)             | |                |
| 00022 | Serams 18, 18a             | Wohnhaus                      | |                |

## Darz
| ID    | Lage                  | Bezeichnung           | Beschreibung | Bild |
| ----- | --------------------- | --------------------- | ------------ | ---- |
| 00208 | Darzer Weg 62 (Karte) | Wohnhaus (Gutsanlage) |              |      |
| 00208 | Darzer Weg 63         | Stall (Gutsanlage)    |              |      |
| 00208 | Darzer Weg 65a        | Scheune (Gutsanlage)  |              |      |

## Nistelitz
| ID    | Lage                    | Bezeichnung                        | Beschreibung | Bild |
| ----- | ----------------------- | ---------------------------------- | ------------ | ---- |
| 00468 | Nistelitz 2, 2a (Karte) | Hofanlage mit Wohnhaus und Scheune |              |      |
| 00468 | Nistelitz 2             | Scheune (Hofanlage)                |              |      |
| 00468 | Nistelitz 2a            | Wohnhaus (Hofanlage)               |              |      |
| 00469 | Nistelitz 5 (Karte)     | Büdnerei                           |              |      |
| 00470 | Nistelitz 8 (Karte)     | Katen                              |              |      |
| 00471 | Nistelitz 10            | Wohnhaus                           |              |      |

## Serams
| ID    | Lage      | Bezeichnung                 | Beschreibung | Bild |
| ----- | --------- | --------------------------- | ------------ | ---- |
| 00735 | Serams 3a | Gutshaus mit Kastanienallee |              |      |

## Quelle
- Denkmalliste des Landkreises Vorpommern-Rügen